# Família Van Hoensbroeck
A família dos Van Hoensbroeck (em alemão: Hoensbroech) foi uma família aristocrática germano-holandesa, que tem suas origens históricas firmadas na cidade de Hoensbroek, nos arredores de Limburgo. Nikolaus Van Hoen é o primeiro ancestral documentado da família, tendo nascido em meados do século XIV. Ele morreu em 1371 na Batalha de Baesweiler. Seus três filhos (Dirk, Arnoldo e Nicolau) continuaram a saga familiar.
Por séculos, a família ocupou o castelo de Hoensbroek, o qual pode ser visitado hoje. Nessa região, a família desempenhou um importante papel social e religioso. 
Na Holanda, ainda há um ramo familiar vivo. Na Alemanha idem, ramo o qual atende por Von Und Zu Hoensbroech, condes e marqueses.

## Membros de destaque
- Cesar Constantijn Frans van Hoensbroeck (1724–1792), princípe-bispo de Liége;

- Margaretha Geertruida van Hoensbroeck (1711-1790), amante de um Príncipe de Guise, mãe de Albine d'Helene, amante do imperador Napoleão I da França.

- Rudolf Hendrik van Hoensbroeck (1802-1874), embaixador do Reino da Holanda no Império do Brasil.